# Bobby Holík
Bobby Holík, właśc. Robert Holík (ur. 1 stycznia 1971 w Igławie) – czeski hokeista zawodowy.
Od 1990 roku występował w lidze NHL na pozycji centra. Wybrany z numerem 10 w pierwszej rundzie draftu NHL w 1989 roku przez Hartford Whalers. Grał w drużynach: Hartford Whalers, New Jersey Devils, New York Rangers i Atlanta Thrashers.
Jego ojciec Jaroslav i stryj Jiří również byli hokeistami czechosłowackimi, mistrzami świata i medalistami olimpijskimi.

## Kariera klubowa
- Dukla Jihlava (1987–1990)
- Hartford Whalers (1990–1992)
- New Jersey Devils (1992–2002)
  -  Utica Devils (1992)
- New York Rangers (2002–2004)
- Atlanta Thrashers (2005–2008)
- New Jersey Devils (2008–2009)